# Réjean Giroux
Réjean Giroux (né le 13 septembre 1952 à Québec au Canada) est un joueur professionnel québécois de hockey sur glace. Il a notamment joué dans l’Association mondiale de hockey avec les Nordiques de Québec. Il est le père du hockeyeur Alexandre Giroux.

## Carrière
Giroux effectue son stage junior avec les Remparts de Québec dans la Ligue de hockey junior majeur du Québec. Il joue trois saisons avec Québec. Il remporte la Coupe du président en 1970 et en 1971 ainsi que la Coupe Mémorial en 1971 avec Guy Lafleur, André Savard et Jacques Richard. Il connaît sa meilleure saison à Québec lors de la campagne 1971-1972 où il marque 58 buts et 51 passes pour 109 points. Il est le deuxième meilleur pointeur de l’équipe cette saison-là et l'un des leaders offensifs après le départ pour les Canadiens de Montréal de Guy Lafleur. Il est nommé dans la première équipe d'étoiles de la LHJMQ. Son meilleur match dans la LHJMQ survient le 11 décembre 1970, lors d'une victoire de 12 à 0 des Remparts contre les Cataractes de Shawinigan; Giroux marque 6 buts et 2 passes pour 8 points.
En 1972, il est sélectionné à la 77e position du repêchage de la LNH par les Black Hawks de Chicago. Il se tourne cependant vers l'Association mondiale de hockey où il rejoint les Nordiques de Québec. Il joue une première saison en 1972-1973, participant à 59 parties et produisant 10 buts et 12 passes pour 22 points. Il joue en compagnie de ses anciens coéquipiers des Remparts de Québec, Pierre Roy et Paul Larose. Il entame la saison suivante à Québec mais passe la majeure partie de la saison avec le club-école de l'organisation, les Nordiques du Maine de la North American Hockey League. Il connaît sa meilleure campagne de sa carrière avec une production de 64 buts et 58 passes pour 122 points en 68 parties. Il est le meilleur buteur et pointeur de l'équipe cette saison-là.
L'année suivante, en 1974-1975, il se tourne vers la Ligue nationale de hockey où il rejoint les Black Hawks de Chicago. Il participe au camp d'entraînement, mais il est envoyé au club-école des Hawks, les Black Hawks de Dallas de la Ligue centrale de hockey. Il connaît une saison de 27 buts et 33 passes pour 60 points. L'année suivante, il joue à Dallas pour une dernière saison. Puis, en 1976-1977, il s'aligne avec les Jaros de la Beauce de la NAHL durant 13 parties.
Sa carrière se termine à la suite d'une grave blessure à un genou.

### Après-carrière
Après sa carrière, il devient représentant des Vins Philippe Dandurand pour l'est de la province de Québec.
Au début des années 1990, il fait partie de l'équipe des anciens Nordiques qui disputent des matchs aux anciens Canadiens de Montréal.
Il est dépisteur à temps partiel pour les Canadiens de Montréal lors de la saison 2005-2006.
Il est marié à Marie-France. Il est père d’un fils, Alexandre, qui a notamment joué avec les Capitals de Washington,.